# Razzabastarda
Razzabastarda è un film del 2012 diretto da Alessandro Gassmann.
Si tratta dell'esordio alla regia cinematografica per Alessandro Gassmann.

## Trama
Roman è un immigrato rumeno che abita in Italia da trenta anni. Frequenta i giri di spaccio di cocaina e non è riuscito a sfuggire alla delinquenza. Lui però ha un sogno: quello di dare al figlio Nicu un'esistenza diversa.

## Distribuzione
La pellicola è stata presentata in anteprima al Festival internazionale del film di Roma 2012 ed è uscito nelle sale italiane il 18 aprile 2013.

## Riconoscimenti
- 2013 - David di Donatello
  - Candidatura Miglior regista esordiente a Alessandro Gassmann
  - Candidatura Migliore canzone originale (La vita possibile) a Pivio, Aldo De Scalzi e Francesco Renga
- 2013 - Nastro d'argento
  - Premio Hamilton behind the camera - Opera prima  a Alessandro Gassman
  - Candidatura Miglior regista esordiente a Alessandro Gassman
  - Candidatura Migliore colonna sonora a Pivio e Aldo De Scalzi
  - Candidatura Migliore fotografia a Federico Schlatter
- 2013 - Globo d'oro
  - Miglior attore a Alessandro Gassman
  - Candidatura Miglior musica a Pivio e Aldo De Scalzi
  - Candidatura Miglior opera prima a Alessandro Gassmann
- 2012 - Festival internazionale del film di Roma
  - Premio Opera Prima e Seconda - Menzione speciale
- 2013 - Festival di Bucarest
  - Premio Dente d'oro - Miglior film dell'anno sui Rumeni